# 広島県道440号羽出庭三良坂線
広島県道440号羽出庭三良坂線（ひろしまけんどう440ごう はでにわみらさかせん）は、広島県三次市を通る一般県道である。

## 概要
三次市三和町羽出庭から三次市三良坂町三良坂に至る。

### 路線データ
- 起点：三次市三和町羽出庭（広島県道52号世羅甲田線交点）
- 終点：三次市三良坂町三良坂（長田分かれ交差点、国道184号交点、広島県道61号三次庄原線上）

## 路線状況
1982年（昭和57年）の主要地方道再編で実質的な終点は三次市有原町になっている。他路線との重用区間である三次市有原町 - 三次市三良坂町三良坂間で本路線の存在を示すものは一切ない。

### 重複区間
- 国道375号（三次市有原町 - 三次市石原町）
- 広島県道61号三次庄原線（三次市石原町 - 三次市三良坂町三良坂・長田分かれ交差点（終点））

### 道路施設

#### 橋梁
- 三若橋（美波羅川、三次市、国道375号重複区間内）

#### トンネル
- 石原トンネル：延長363 m、2000年（平成12年）竣工、三次市、広島県道61号三次庄原線重複区間内

## 地理

### 通過する自治体
- 三次市

### 交差する道路
| 交差する道路                                               | 交差する場所   | 交差する場所            |
| ---------------------------------------------------------- | -------------- | ----------------------- |
| 広島県道52号世羅甲田線                                     | 三和町羽出庭   | 起点                    |
| 広島県道63号三次三和線                                     | 三和町下板木   | 新下板木交差点          |
| 国道375号 重複区間起点                                     | 有原町         |                         |
| 広島県道45号三次大和線                                     | 三若町         |                         |
| 国道375号 重複区間終点 広島県道61号三次庄原線 重複区間起点 | 石原町         |                         |
| E54 尾道自動車道                                           | 三良坂町長田   | 5 三良坂IC              |
| 国道184号 広島県道61号三次庄原線 重複区間終点              | 三良坂町三良坂 | 長田分かれ交差点 / 終点 |

### 沿線
- 三次市立川西小学校